# Opisthograptis irrorata
Opisthograptis irrorata är en fjärilsart som beskrevs av George Francis Hampson 1895. Opisthograptis irrorata ingår i släktet Opisthograptis och familjen mätare. Inga underarter finns listade i Catalogue of Life.